# Percina suttkusi
Percina suttkusi är en fiskart som beskrevs av Thompson, 1997. Percina suttkusi ingår i släktet Percina och familjen abborrfiskar. Inga underarter finns listade i Catalogue of Life.